# Памфилов, Владимир Евгеньевич

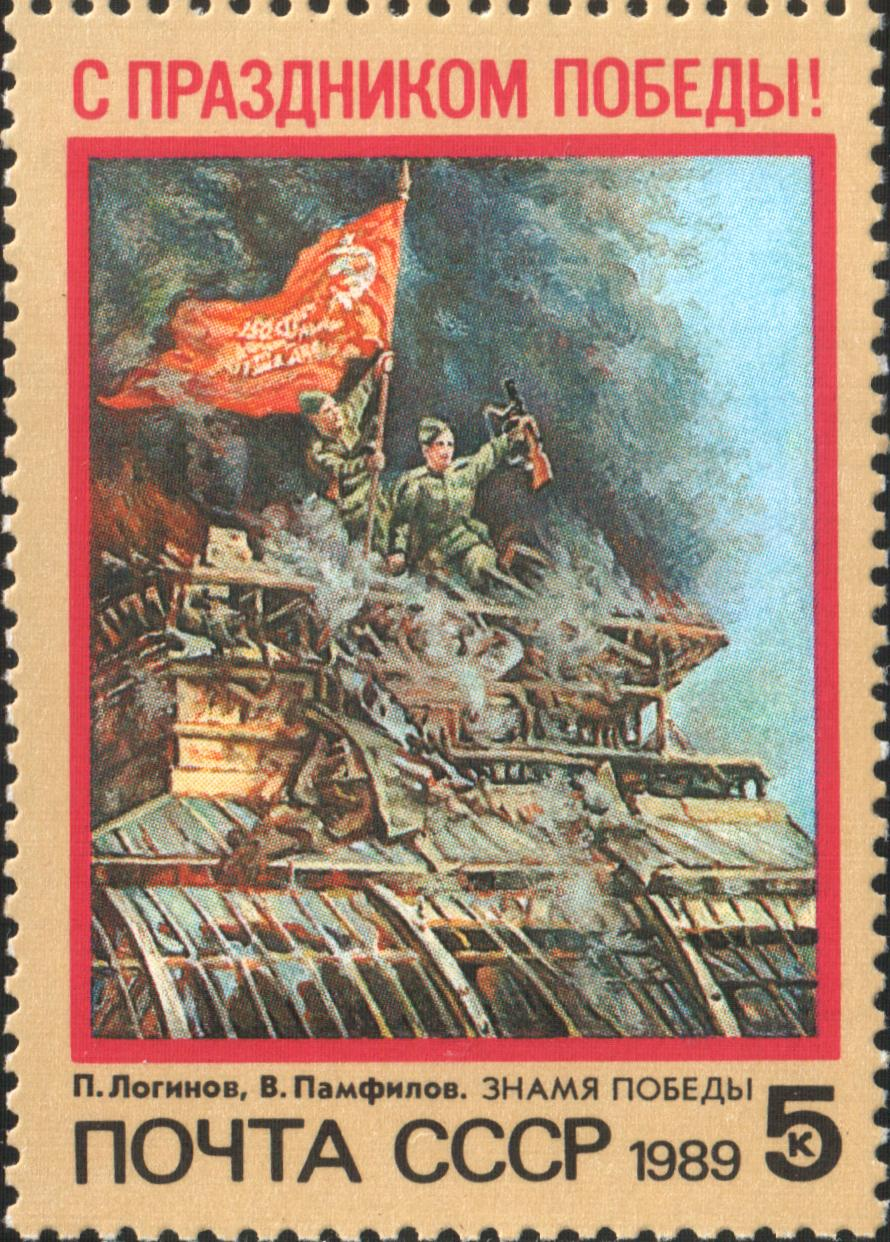
Картина В. Памфилова и П. Логинова «Знамя Победы» на почтовой марке (СССР, 1989)

Владимир Евгеньевич Памфилов (1904—1970) — русский советский художник-баталист, пейзажист, иллюстратор, член Союза художников СССР, заслуженный художник РСФСР. Член Московского союза художников.

## Творчество
Художник В. Е. Памфилов — яркий представитель русской школы батальной живописи, автор многих известных батальных полотен, посвященных Великой Отечественной войне, среди них одна из самых известных картин — «Знамя Победы» над рейхстагом, «Подвиг гвардейцев панфиловцев», «Подвиг Александра Матросова», «Героическая оборона гарнизона» и др.
Кроме того, создал ряд пейзажей («Лес в марте», «Зима в лесу», «Золотая осень»), принимал участие в создании иллюстраций для Детской энциклопедии («Человек». 1960).
Многие репродукции картин художника были использованы при выпуске художественных открыток в СССР в 1980-х гг..
Умер в 1970 году. Урна с прахом захоронена в колумбарии на Введенском кладбище.